# Trường An 12 canh giờ
Trường An 12 canh giờ( (tiếng Trung: 長安十二時辰; Hán-Việt: Tràng An thập nhị thì thìn) là một bộ phim truyền hình cổ trang Trung Quốc năm 2019, do Tào Thuẫn đạo diễn và Paw Studio biên kịch. Bộ phim có sự tham gia của Lôi Giai Âm và Dịch Dương Thiên Tỉ. Cốt truyện dựa trên cuốn tiểu thuyết cùng tên của Mã Bá Dung. Trường An 12 canh giờ do Youku, Beijing Weying Technology Co., Ltd, Liu Bai Entertainment và Yuyue Film Co., Ltd hợp tác sản xuất. Truyện phim theo chân Trương Tiểu Kính và Lý Tất trong hành trình ngăn chặn một cuộc tấn công khủng bố vào Trường An, kinh đô của triều đại nhà Đường (618–907). Trường An 12 canh giờ bắt đầu phát sóng tại Trung Quốc trên Youku từ ngày 27 tháng 6 năm 2019.

## Cốt truyện
Trương Tiểu Kính là một cựu quân nhân trong quân đoàn Lũng Hữu, từng chiến đấu ở biên giới nhà Đường. Sau khi nghỉ hưu, anh tham gia lực lượng trị an địa phương của thành phố Trường An, trung tâm của đế chế, nhưng rồi bị bắt giam và kết án tử hình sau một sự kiện mà Trương đã giết một lúc 34 thành viên của băng nhóm vừa sát hại cựu đội trưởng của anh là Văn Vô Kỵ rồi sau đó kết liễu luôn sĩ quan chỉ huy hiện tại của mình.
Trương Tiểu Kính bất ngờ được ân xá, khi một kế hoạch nổi loạn lớn bị phanh phui, liên quan đến một chi bộ khủng bố, Lang Vệ, những kẻ đã đột nhập vào thành Trường An trước Lễ hội Hoa đăng, một trong những lễ hội hoành tráng nhất ở Trung Quốc cổ đại. Để đảm bảo an toàn cho người dân Trường An, Ty Tĩnh An đặc xá cho Trương Tiểu Kính trong vòng 24 giờ, và giao cho anh nhiệm vụ truy bắt khủng bố và lật tẩy âm mưu của chúng trước khi hết ngày. Nếu thành công, Trương Tiểu Kính sẽ được tự do, còn nếu không, anh sẽ bị xử tử. Sau những ngạc nhiên ban đầu, Trương Tiểu Kính sớm phát hiện ra rằng anh đang bị lôi kéo vào một âm mưu lật đổ đế chế lớn hơn nhiều so với những gì mà bất cứ ai có thể tưởng tượng.

## Dàn diễn viên

### Chính
- Lôi Giai Âm vai Trương Tiểu Kính
- Dịch Dương Thiên Tỉ vai Lý Tất

### Phụ
- Châu Nhất Vi trong vai Long Ba
- Bành Quán Anh trong vai Tần Trưng
- Ngô Hiểu Lượng trong vai Tào Phá Diên
- Hàn Đồng Sinh trong vai Hà Chấp Chính
- Sái Lộ trong vai Thôi Khí
- Lô Phương Sinh trong vai Diêu Nhữ Năng
- Dư Ngai Lỗi trong vai Nguyên Tái
- Hoàng Hải Ba trong vai Thôi Lục Lang
- Djimon Hounsou trong vai Cát Lão (Trần Kiển Bân lồng tiếng)
- Triệu Nguỵ trong vai Từ Tân
- Tống Doãn Hạo trong vai Trình Tham (nhân vật xây dựng dựa trên Sầm Tham)
- Phùng Gia Di trong vai Thánh Nhân (nhân vật xây dựng dựa trên Đường Minh Hoàng)
- Hà Thần trong vai Bàng Linh
- Nhiệt Y Trát trong vai Đàn Kỳ
- Từ Lộ trong vai Nghiêm Vũ Huyễn (nhân vật xây dựng dựa trên Dương Quý Phi)
- Vương Hạc Nhuận trong vai Văn Nhiễm
- Cao Diệp trong vai Lý Hương Hương
- Lý Viện trong vai Ngư Tràng
- Vương Tư Tư trong vai Đinh Đồng Nhi
- Ngải Như trong vai Vương Uẩn Tú
- Sukhee Ariunbyamba trong vai Ma Các Nhỉ